# 世界穆斯林聯盟
世界穆斯林聯盟（阿拉伯语：‎，羅馬化：Rabitat al-Alam al-Islami ）是一个国际伊斯兰非政府组织，总部位于沙特阿拉伯麥加。 该非政府组织成立於1962年，而且一直受到沙特政府的资助。 该组织一直在宣传伊斯兰教，並且鼓励非穆斯林皈依伊斯蘭教 ，并回應外界對伊斯蘭教的批評。该组织還會资助修建清真寺、为遭受自然灾害的穆斯林提供救济、散發《古兰经》。 